# 경북일보
경북일보(慶北日報)는  경상북도와 대구광역시를 중심으로 취재, 조간으로 발행하는 지역 언론사이다.
1990년 5월 7일 창간하여 주간으로 발행하던 《포항신문》을, 1993년 5월 7일 《대동일보》로 제호를 변경하고 일간지로 발행하였다. 1996년 《경북대동일보》로 제호를 변경하였고, 가로쓰기 편집을 시행하였다. 1998년부터 조간신문 체제로 전환하였다. 1999년 5월 《신경북일보》로 제호를 변경하였고, 2000년에 《경북일보》로 다시 제호를 변경하였다. 본사는 경상북도 포항시 북구 중흥로 321에 위치해 있다. 경북일보의 창간 기념일은 8월 28일이다.

## 지면
- 주5일제 평일 신문을 발행한다.
- 매주 주말 신문 발행하지 않고[1], 온라인 서비스를 계속한다.

## 통계
| 발행 부수(경북)   | 발행 부수(경북) | 발행 부수(경북) | 발행 부수(경북) | 발행 부수(경북) | 발행 부수(경북) |
| 2015년            | 2016년          | 2017년          | 2018            | 2019년          | 비고            |
| ----------------- | --------------- | --------------- | --------------- | --------------- | --------------- |
| 21,490            | 21,670          | 23,301          | 24,870          | 25,003          |                 |
| 출처: 한국ABC협회 |                 |                 |                 |                 |                 |